# Bezovica, Koper
Bezovica je gručasto vaško naselje v Slovenski Istri, v Mestni občini Koper. Nahaja se pod Kraškim robom, opisno v t.i. Bržaniji. 

## Opis naselja
Naselje vaškega značaja sestavlja približno 30 hiš na pobočju pod kraškim robom, nekaj hiš in vikendov pa je tudi v dolini. Nad vasjo je hrastov gozd, okoli nje in pod njo pa so urejene terase, kjer kmetje obdelujejo vrtove ali vinograde, imajo travnike ali gojijo oljke. Tudi v dolini so obdelane njive in polja. Nekoč so tam gojili murve, vendar so te danes tržno nezanimive.
V dolini pod vasjo je izvir reke Rižane, Vzroček, kjer je vodno zajetje Rižanskega vodovoda, ribogojnica (nekoč so tu gojili tudi nutrije) in istoimenski zaselek s cerkvijo Marije Vnebovzete. Poleg ribogojnice lovska družina Rižana goji fazane za lovski turizem. V bližini je urejen labirint, kot bioenergetska in spiritualna točka. V vasi deluje turistično društvo Zvroček 1908, ki ohranja tradicijo pustovanja in kresovanja.

## Prometne povezave
Do Bezovice je dostop po lokalni cesti iz vasi Loka ali po cesti iz Podpeči. Lahko se pa pride tudi po poti, ki se odcepi iz ceste v Hrastovlje in vodi tudi do hiš izven gručastega naselja.
Med letoma 1964 in 1967 je bila zgrajena Železniška proga Divača - Koper, katere trasa poteka nad in pod vasjo, vendar Bezovica svojega železniškega postajališča nima, najbližji železniški postaji sta v Hrastovljah in v Rižani.

## Zgodovina
Po mnenju zgodovinarjev naj bi pri izviru Rižane, na Vzročku, leta 804 potekal Rižanski zbor (veča, lat. placitum), na katerem so poskušali urediti sporne odnose med frankovsko oblastjo, gradeškim patriarhom, romaniziranimi prebivalci istrskih obalnih mest in slovanskimi priseljenci.
Bezovica se v pisnih virih prvič omenja v 13. stoletju, z imenom »Bixuiza«, na seznamu vasi koprske komune. Kasneje se na zemljevidu Istre leta 1620 ime vasi zapisuje kot »Besovizza«, do razpustitve Serenissime leta 1797 pa tudi kot »Bisouizza« in »Bizouizza«. Poimenovanje vasi najverjetneje izhaja iz slovenske besede za  »bezeg«.
Leta 1615 so vas (tako kot tudi Loko, Gabrovico in Osp) oplenili in požgali Uskoki. Do leta 1797 je nad Bezovico, po kraškem robu, potekala meja med Beneško republiko in Avstrijskim cesarstvom. Drugič je bila vas požgana in uničena med drugo svetovno vojno, 2. oktobra 1943. Nekoč so bile v vasi oljarna, trgovina in znana gostilna.

### Sakralni spomeniki
Podružnična cerkev nad vaškim jedrom je posvečena sveti Apoloniji (Poloni), ki goduje 9. februarja, zgrajena je bila v 17. stoletju. Ta je edina cerkev v Sloveniji, ki je posvečena tej svetnici.
V Vzročku je še ena podružnična cerkev, ki je posvečena Mariji Vnebovzeti. Leta 1753 jo je dal zgraditi domačin Zuane Scoria (Ivan Škorja) iz Bezovice. Bila je tudi romarska cerkev, pri kateri so nekoč prirejali tudi sejem, na katerem so Istrani prodajali in kupovali svojo robo. Tam še danes vsako leto poteka opasilo na Mali Šmaren, dne 8. septembra, veliko praznovanje pa je na Veliki Šmaren, 15. avgusta. Na začetku 20. stoletja so preselili vaško pokopališče iz Zvročka k cerkvi sv. Apolonije.

## Demografija
Prebivalstvo vasi:
| 1869 | 1900 | 1931 | 1948 | 1953 | 1961 | 1971 | 1991 | 2002 |
| ---- | ---- | ---- | ---- | ---- | ---- | ---- | ---- | ---- |
| 156  | 164  | 156  | 127  | 133  | 104  | 91   | 73   | 68   |